# 浅尾藩
浅尾藩（あさおはん）は、江戸時代、備中・河内・山城・摂津に知行地のあった藩。藩庁は浅尾陣屋（現在の岡山県総社市）。

## 藩史
藩祖・蒔田広定は関ヶ原の戦いで西軍についた、豊臣家恩顧の大名である。関ヶ原の戦いの後、雲出藩を改易されていたが後に許されて、慶長8年（1603年）に備中国賀陽郡・窪屋郡、河内国大県郡、山城国久世郡、摂津国豊島郡・八部郡において1万石を与えられ、備中浅尾に陣屋を構え立藩した。
寛永13年（1636年）に第2代当主・定正は弟の長広に3000石を分与、自分の所領と合わせて8310石の旗本となり、大名ではなくなった。さらに第3代当主・定行からは7700石となった。
幕末の文久3年（1863年）に広孝は江戸市中警備の功績で、1万石に高直しをされて、再度大名となった。蒔田家は旗本時代は寄合であったが、この時は定府大名となった。初代・広定は外様大名だったが、広孝は旗本からの昇進であるため譜代大名として遇された。
旗本時代の享保2年（1717年）より、蒔田氏は備中国分寺の再建に取りかかった。中でも五重塔（現・重要文化財）の再建は文政4年（1821年）より20余年の歳月をかけ弘化元年（1844年）頃に完成した。
元治元年（1864年）の禁門の変において広孝は京都見廻役として長州藩勢撃退に活躍した。この時の恨みが原因か、慶応2年（1866年）4月12日、第二奇兵隊を脱走した立石孫一郎ら、長州浪士100余名により、浅尾陣屋は倉敷代官所とともに襲撃され灰燼に帰した（倉敷浅尾騒動）。その後、明治維新までこの陣屋は充分な修復がなされなかった。
明治4年（1871年）に廃藩置県により浅尾県となる。その後、深津県・小田県を経て岡山県に編入された。

## 歴代藩主
蒔田家

### 江戸初期
1万石。外様。（1603年 - 1636年）
1. 広定

### 寄合旗本
8310石→7700石（1636年 - 1863年）
1. 定正 1万石→8310石
2. 定行 以後7700石
3. 定矩
4. 定英
5. 定安
6. 定静
7. 定祥
8. 定邦
9. 定庸
10. 広運
11. 広孝

### 幕末
1万石。譜代。（1863年 - 1871年）
1. 広孝

## 遺構など
陣屋は長州藩士の奇襲にあったが、朽ち果てた土塀が一部残存し、総社市の文化財に指定されている。

## 浅尾藩の家臣
- 池上秦川（藩士）
- 角田久豊（家老）

## 幕末の領地
- 備中国
  - 窪屋郡のうち - 5村
  - 浅口郡のうち - 3村
  - 賀陽郡のうち - 8村
- 摂津国
  - 八部郡のうち - 1村